# نجدي سيكاه
نجدي سيكاه اصطلاح يستعمله أهل العراق والشام، لهيئة لحنية في جماعة نغم، تشبه ما يسميه المصريون «مقام أصول سيكاه»، ويكثر فيه استعمال نغم جنس الراست منقولاً على النغمة المسماة نوا، وهي ثالثة أساس الجمع.

## المصدر
1. ↑  "نجدي سيكاه". الموسوعة العربية الميسرة. موسوعة شبكة المعرفة الريفية. 1965 م. مؤرشف من الأصل في 4 سبتمبر 2013. اطلع عليه بتاريخ أيلول 2013. {{استشهاد ويب}}: تحقق من التاريخ في: |تاريخ الوصول= و|تاريخ= (مساعدة)صيانة الاستشهاد: BOT: original URL status unknown (link)